# China continental

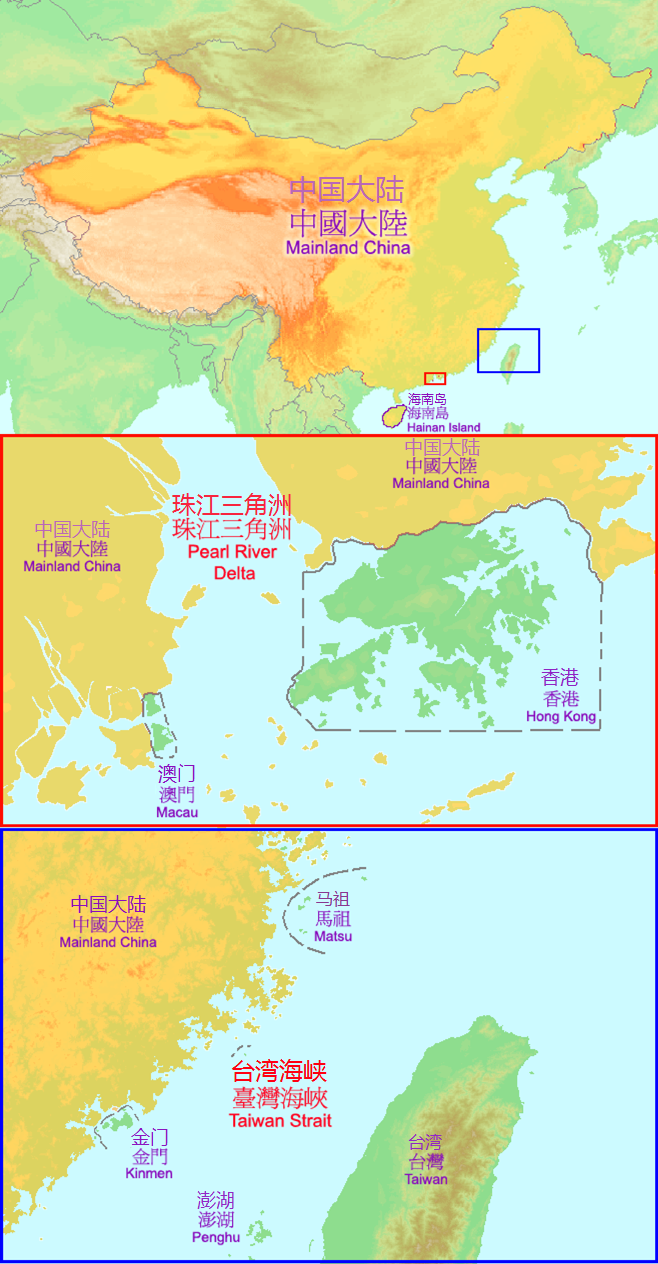
A área destacada no mapa mostra o que é conhecido por "China continental".

A China continental (chinês simplificado: 中国大陆; chinês tradicional: 中國大陸) é um termo geográfico informal que é geralmente sinônimo da área atualmente administrada pela República Popular da China (RPC); no entanto, geralmente exclui as duas Regiões Administrativas Especiais administradas pela RPC: Hong Kong e Macau, que são governadas sob "um país, dois sistemas" e possuem um certo grau de autonomia. Na definição deste conceito estão excluídas as áreas controladas pela República da China (RDC): as ilhas de Taiwan, Penghu, Quemoy e Matsu.
Já que "China continental" descreve uma área mais política e econômica do que geográfica, geralmente inclui todos os territórios administrados internamente por Pequim, como a ilha de Hainan. O termo é usado tanto na própria China continental quanto em Taiwan, porque é um termo neutro e não faz implicações com o estado político de Taiwan.
Mais recentemente, o termo Zhōngguó nèidì (內地, lit. "a região central da China") se tornou o termo mais comumente usado pela mídia chinesa para se referir aos territórios controlados por Pequim, entretanto o termo é pouco usado fora da China continental.
O termo mainlander ("do continente") em inglês é uma tradução de wàishěng rén (外省人, lit. "pessoa(s) da província externa"), tem um duplo sentido, já que é usado em Taiwan para chamar as pessoas que migraram para a ilha vindas da China continental, perto do fim da Guerra Civil Chinesa em 1949. Os filhos dos wàishěng rén, mesmo nascidos em Taiwan, também acabaram herdando esta denominação chamados assim. Mas mainlander também pode significar dàlù rén (大陸人, lit. "pessoa(s) do continente"),e também referido a aquelas pessoas que são originárias das regiões administradas por Pequim,ou aquelas que se mudaram há pouco tempo para Taiwan.
A expressão "China continental" passou a ser mais usada desde a transferência da soberania de Hong Kong do Reino Unido para a República Popular da China em 1997 e a de Macau de Portugal para a RPC dois anos depois.Tanto Hong Kong e Macau podem ser excluídas pois possuem controles de imigração e alfândega,a expedição própria de passaportes, moedas, selos ,além de um poder judiciário diferente.